# Мірошникова Ганна Яківна
Ганна Яківна Мірошникова (нар. 1 квітня 1940, село Вільховець, Новоушицький район, Кам'янець-Подільська область, Українська РСР, СРСР) — українська радянська громадська та профспілкова діячка. Працювала слюсарем на заводах Одеси та Хмельницького, обиралася депутатом Верховної Ради СРСР 8-го та 9-го скликань. Пізніше стала діячкою профспілкового руху, обиралася секретарем Хмельницького обкому Профспілки працівників електростанцій і електротехнічної промисловості.

## Біографія
Народилася у 1940 році, отримала середню освіту. У 1956—1958 роках працювала старшою піонервожатою у середній школі. З 1959 до 1965 року працювала слюсарем-складальником у комплексній бригаді Одеського заводу сільськогосподарських машин імені Жовтневої Революції. У складі бригади займалася зварюванням сидіннів для причіплювачів, складанням плугів. Журналіст П. Стеценко так описував зовнішність Ганни під час роботи на заводі сільськогосподарських машин: «невеличка на зріст, тендітна, мов берізка».
У 1965 році, через сімейні обставини, покинула Одесу та переїхала до Хмельницького, де стала працювати слюсарем-складальником або, за іншими відомостями, електромонтажницею-схемницею у монтажно-складальному цеху Хмельницького заводу трансформаторних підстанцій імені 50-річчя СРСР. Добре себе зарекомендувала на новому місці роботи, перевиконувала план та вносила рацпропозиції і тому була висунута кандидатом у депутати до Верховної ради СРСР від 556-го виборчого округу. У 1970 році Ганна Мірошникова була обрана депутатом Ради Союзу Верховної ради СРСР. У 1971 році почала працювати слюсарем-монтажником на заводі трансформаторних підстанцій. У 1974 році була вдруге обрана депутатом Ради Союзу Верховної ради СРСР.
Як депутат, Ганна Мірошникова успішно вирішувала звернення як громадян так і підприємств, установ та населених пунктів свого виборчого округу. Допомагала своєму заводу у спорудженні житлових будинків для робітників. Неодноразово для вирішення питань щодо будівництва їздила у Москву. Також, для вирішення питань з постачання металом будівництва особисто їздила у Маріуполь та Череповець. У книзі з історії заводу трансформаторних підстанцій — «Люди, роки, життя» — зазначалося, що «в кожному житловому будинку, побудованому на кошти ХЗТП, є значна частина депутатської роботи Ганни Яківни». Перший секретар ЦК ЛКСМ України Андрій Гіренко, у своїй статті 1972 року, визначив Ганну Мірошникову як одну з молодих депутатів, які «вирішують важливі питання на сесіях Рад, беруть участь у роботі депутатських комісій, турбуються про задоволення потреб трудящих і зокрема молоді». У 1974 році колеги Ганни Мірошникової відмічали не тільки її майстерність та новаторство, але й доброту, вимогливість і не байдужість до людей.
На загальних зборах колективу трансформаторного заводу у 1979 році Ганна Мірошникова була обрана звільненим заступником голови профспілкового комітету з виробництва. На новій посаді проявила себе як активна профспілкова діячка, захисниця інтересів простих робітників. Займалася організацією дозвілля працівників, допомагала у отриманні квартир робітничим родинам. Завдяки своїй діяльності, стала відома за межами підприємства і була обрана секретарем Хмельницького обкому Профспілки працівників електростанцій і електротехнічної промисловості у 1981 році.
Була одружена, чоловік працював на Хмельницькому радіотехнічному заводі.
Потім — на пенсії в місті Хмельницькому.

## Нагороди
- орден Трудового Червоного Прапора[6]
- орден «Знак Пошани»[6]
- медаль «За доблесну працю. В ознаменування 100-річчя з дня народження Володимира Ілліча Леніна» (1970)[6]
- знак «Переможець соціалістичного змагання»[ru][2]